# Ред феникса
Ред феникса је измишљено тајно удружење из књиге Хари Потер. Ово је удружење које спречава Лорда Волдемора и смртождере. Његов оснивач је Дамблдор, директор Хогвортса. Седиште се налази у улици Гримолд број 12. у кући Сиријуса Блека. Дамблдор је чувар тајни реда. У ред могу приступити само пунолетни чаробњаци.

## Чланови Реда
Познати чланови Реда феникса су:
- Албус Дамблдор (оснивач)
- Северус Снејп (двоструки агент, смртождер на страни Реда)
- Лудооки Ћудљивко (бивши аурор, Волдемор га убија у седмој књизи)
- Сиријус Блек (Харијев кум, Белатрикс Лестрејнџ га убија у петој књизи)
- Ремус Лупин (Вукодлак, бивши професор Одбране од мрачних вештина, ожењен Нимфадором Тонкс, умире у седмој књизи.)
- Нимфадора Тонкс (Аурор, може да мења свој изглед, удата је за Ремуса Лупина, умире у седмој књизи.)
- Кингзли Оковгром (аурор, штити нормалског премијера)
- Рубијус Хагрид (полуџин, предаје бригу o магичним створењима)
- Артур Визли (Отац Чарлија, Била, Персија, Фреда, Џорџа, Рона и Џини Визли. Ради у Министарству магије, у одељењу за злоупотребу нормалских предмета.)
- Моли Визли (жена Артура Визлија и мајка Била, Персија, Фреда, Џорџа, Рона и Џини Визли)
- Бил Визли (Ради у чаробњачкој банци „Гринготс”.)
- Чарли Визли (Проучава змајеве у Румунији.)
- Емелина Венс (Умире у шестој књизи.)
- Минерва Макгонагал (професорка преображавања на Хогвортсу)
- Дедалус Дигл
- Хестија Џоунс
- Елфијас Дужд
- Аберфорт Дамблдор (брат Албуса Дамблдора, ради као крчмар у Вепровој глави).

### Сиријус Блек
Сиријус Блек (енгл. Sirius Black) је кум Харија Потера. Он је неправедно оптужен за злочине које није починио па је осуђен на робију у чаробњачком затвору Аскабан. Погинуо је од своје зле рођаке Белатрикс Лестрејнџ у петом делу серијала „Хари Потер” под именом Хари Потер и Ред феникса. Сиријус све што је имао оставља Харију.

### Ремус Лупин
Ремус Џон Лупин (енгл. Remus John Lupin; 10. март 1959) је лик из серијала о Харију Потеру. У филмовима га игра британски глумац Дејвид Тјулис.
Лупин се први пут појављује у књизи Хари Потер и затвореник из Аскабана као учитељ Одбране од мрачних вештина у Хогвортсу. На крају године Северус Снејп јавно открива да је Лупин вукодлак, због чега, под притиском бројних родитеља који не желе да њиховој деци предај вукодлак, Лупин даје отказ. Током године давао је Харију приватне лекције учећи га да изводи чин — Експекто Патронум, јединy заштиту против дементорa. Његови ученици, искључујићи неке Слитеринце, су били задовољни и волели његове часове. Хари и пријетељи су сматрали да им је Лупин био најбољи учитељ Одбране, што је и била чињеница ако се погледа конкуренција — Квиринус Квирел је био тело Волдемору, Гилдерој Локхарт варалица, а наследници, смртождер прерушен у Лудооког Ћудљивка, окрутна службеница Министарства Долорес Амбриџ, а на крају и омражени професор Напитака Северус Снејп.
Лупин се поновно појављује као члан Реда феникса у Реду феникса и Полукрвном Принцу, али у мањим улогама него у Затворенику из Аскабана. Заједно са осталим члановима Реда феникса се борио у Министарство Магије против смртождера у петом делу. У шестом делу се заљубљује у Нимфадору Тонкс, са којом се касније жени и има дете, Тедија Лупина. Убијен је у бици за Хогвортс у последњем делу, Хари Потер и реликвије Смрти. Убио га је Долохов.
Лупина је угризао немилосрдни смртождер-вукодлак Фенрир Сури, и тако од њега направио вукодлака. Упркос великом труду његових родитеља лек није нађен и мислили су да Ремус неће бити примљен у Хогвортс, али је тадашњи директор Албус Дамблдор одлучио да му допусти школовање.
Због Лупиновог доласка је изграђена и кућа у Хогсмиду, а до ње се долази помоћу пролаза који води од Млатарајуће врбе. Лупин би се ту ушуњао да би заштитио себе и друге од својих трансформација. Трансформација из човека у вукодлака је била болна и сељаци су од Лупиновог урлања почели да верују да кућу опседају духови, те је кућа названа Вриштећа колиба. Постала позната као најопседнутија кућа у Британији. Иако није била опсједнута, Дамблдор је подржао ту тврдњу да спречи сељаке у евентуалном истраживању.
Лупин је своје трансформације чувао као тајну, али његови најбољи пријетаљи (Џејмс Потер или Рогоња, Сиријус Блек или Шапоња и Питер Петигру или Црвореп) открили су ту тајну у другој години. До пете године и сами су постали анимагуси и правили Ремусу друштво у трансформацијама. Вукодлаци су били опасни само за људе. Добио је надимак Месечко због стања у којем се налазио. На шестој години Сиријус је подвалио Снејпу, рекавши му где Лупин одлази сваког месеца, знајући да може умријети ако му се приближи у том стању. Џејмс је зауставио Снејпа, спасивши му живот. Мада је Снејп ипак открио де је Лупин вукодлак обећао је Дамблдору да ће то чувати као тајну. Снејп никад није опростио шалу Потеру и Блеку.

### Џејмс Потер
Џејмс Потер (енгл. James Potter) је лик из књига о Харију Потеру. Он је отац Харија Потера, чистокрвни чаробњак. Надимак му је Рогоња.
Лили Потер (рођена Лили Еванс) је Џејмсова супруга и Харијева мајка.
Џејмс је одрастао у чистокрвној породици. Рођен је 27. марта 1960, што значи да је кренуо на Хогвортс 1971. Још у возу се спријатељио са Сиријусом Блеком. Смештен је у кућу Грифиндор. Током школовања је стекао још два велика пријатеља, Ремуса Лупина и Питера Петигруа. Када су сазнали да је Лупин вукодлак, Сиријус, Џејмс и Питер су постали анимагуси да би се дружили са Ремусом у облику животиња током пуног Месеца. Џејмс је био јелен, па му одатле надимак Рогоња. Џејмс је описан као веома надарен и паметан дечак који је био добар у свим предметима. Био је Трагач у грифиндорском Квидичком тиму. Био је веома талентован за Квидич, па је зато и стекао велику популарност. Међутим, такође је био и главни школски мангуп и стално је кршио школска правила да би се забавио.
Био је ривал са Северусом Снејпом, који је био љубоморан на њега. Џејмс никад није пропустио прилику да га задиркује и да се бори са њим без икаквог разлога. Џејмс је био, током скоро целог свог школовања, заљубљен у Лили, која је први пут изашла с њим кад су имали седамнаест година. Убрзо после завршетка школовања су се венчали, а кум им је био Сиријус. И Лили и Џејмс су били чланови Реда феникса.
Хари се родио 1980. године. Лорд Волдемор је почео гонити Потерове због пророчанства које предсказује да ће Хари имати моћ да га порази. Џејмс и Лили су се сакрили у Годриковој долини. Искористили су Фиделијус чин да би би их било немогуће наћи, али њихов чувар тајне, Питер Петигру, их је одао Волдемору. Он је убио Лили и Џејмса 31. октобра 1981. Хари је преживео због магијске заштите његове мајке.
Џејмс је изгледао врло слично Харију. Био је средње висине и мршав. Имао је црну косу која је штрчала на потиљку. Разлика између њега и Харија је била та што је Џејмс имао смеђе очи, а Хари зелене, на мајку.

### Лили Потер
Лили Еванс (удата Потер) (енгл. Lily Evans, Potter) је лик из књига о Харију Потеру. Она је мајка Хари Потера и супруга Џејмса Потера. Рођена је 30. јануара 1960. године, а умрла је 31. октобра 1981. године бранећи сина.
Лили је сазнала да је вештица као дете. О постојању магије упознао ју је Северус Снејп, дечак чаробњак који је живео у близини и кога је упознала у узрасту од девет година. Лили са једанаест година одлази у школу Хогвортс (од 1971. до 1978. године) где је распоређена у кућу Грифиндор. Посебно се истицала у справљању напитака због чега је привукла пажњу професора Хорација Пужорога и постаје члан његовог клуба. Пужорог је за њу говорио да је живахна, шармантна и талентована, али понекад дрска девојка, истичући чуђење њеним нормалским пореклом.
Џејмс Потер открива своје симпатије према Лили током њене пете године школовања. Међутим, она га у више наврата одбија, називајући га арогантним јер је малтретирао друге ученике, посебно Северуса Снејпа. Много година касније, Сиријус Блек је прокоментарисао да Џејмс једноставно није могао да одоли да прави будалу од себе када је Лили била у близини. Током седме године Џејмс показује да је одрастао, да може да буде одховоран и храбар. Лили пристаје да изађе са њим, а почетно забављање прераста у истинску љубав.
Након Хогвортса удала се за Џејмса Потера са којим је добила сина Харија Џејмс Потера. Лили и Џејмс се, заједно са својим пријатењима Сиријусом Блеком, Ремусом Лупином и Питером Петигруом, придружују Реду феникса током првог чаробњачког рата.
Лили је остала трудна у јесен 1979. године. Отприлике у исто време Сибил Трилејни пред Дамблдором изрекла пророчанство да „онај који ће моћи да уништа Мрачног Господара долази” и да ће бити рођен од оних „који су му се три пута супротставили”. Први део пророчанства је чуо Северус Снејп, Лилин бивши пријатељ који је већ тада био смртождер, па га преноси свом господару. Међутим, Снејп је био ужаснут када је схватио да Волдемор верује да пророчанство говори о Лилином сину. Та опасност која се надвила над Лили била је разлог да Снејп промени страну и да упозори Дамблдора у вези планова Мрачног Господара. Том приликом Снејп обећава да ће учинити све што може да учини сигурном жену коју још увек воли. Због ове опасности Лили и Џејмс су били приморани да се крију заједно са дететом. Након што су издати од стране Питера Петигруа, Волдемор убија Лили и Џејмса који покушавају да заштите сина Харија. Он бива заштићен љубављу своје мајке и њеном жртвом. Волдеморова клетва се одбија од њега и уништава тело Мрачног Господара. Харије остаје неповређен, осим ожиљка у облику муње на челу.
Северус Снејп је живео у близини породице Еванс када је био дете. Почео је да посматра Лили након што је приметио да је вештица. Њих двоје су као деца постали најбољи пријатењи, Снејп ју је упознавао са тајнама чаробњачког света, а пријатељство се наставило и на Хогвортсу и ако су били распоређени у различите куће. Лили и Снејп почињу да се удаљавају када он почне да се окреће мрачним вештинама и када почиње да презире чароњаке и вештице нормалског порекла. Прекретницу у њиговом односу чини тренутак када Снејп, понижен и бесан, ословљава Лили са „прљава блатокрвна”. Када га након тога Лили пита да ли и даље намерава да постане Смртождер, а он то не пориче, она коначно прекида све везе са њим.
Упркос прекида њиховог пријатељства, Снејп не прекида да воли Лили. Он чак моли Волдемора да поштеди Лилин живот, што овај и пристаје. То је веома важан тренутак, јер да није било Снејпове молбе да Лили буде поштеђена, не би било ни Лилине непоколебљиве храбрости и љубави којом је обележила и заштитила Харија.
О томе да га је љубав према Лили пратила читавог живота говори и захтев Снејпа супченог са смрћу упућен Харију: „Погледај ме”. Познато је да су многи на Харију препознавали Лилине очи, а овај Снејпов захтев говори о његовој жели да још једном види Лилине очи пре него умре.

### Нимфадора Тонкс
Нимфадора Лупин Тонкс (енгл. Nymphadora Lupin Tonks; 1973 — 2. мај 1998) је полукрвна вештица и једино дете Теда и Андромеде Тонкс (девојачко Блек). Није јој се свиђало име Нимфадора, па је инсистирала да је ословљавају са Тонкс, а није се бунила ни када би је повремено неко назвао Дора. Она је метаморфмагус. Похађала је Хогвортс од 1984. до 1991. године и била је разврстана у хогвортску кућу Хафлпаф.
Тонкс је, преко мајке, у родбинским односима са породицом Блек. Међутим, Блекови су њену мајку избрисали са породичног стабла и одрекли је се, када се удала за нормалца. С обзиром да су ценили искључиво чистокрвне, Блекови су удају њене мајке сматрали породичном издајом. Тонксине тетке, мајчине сестре, Белатрикс Лестрејнџ и Нарциса Мелфој одбијале су да признају Нимфадору као њихову нећаку. Очигледно је да је Белатрикс било посебно стало да убије своју нећаку што се видело у неколико дуела које су имали.
Тонкс је млада жена са неконвенционалним осећајем за стил у вези са бојом косе и гардеробом. Рон Визли је за Тонкс рекао да „добро изгледа кад не ради глупе ствари са својим носем и косом”. Наиме, као метаморфмафус, она је могла да промени свој физички изглед по вољи, без потребе да користи напитак или чаролије. То је редовно користила, како да би забавила људе, тако и да би се заштитила од препознавања, па је носила различите фризуре (шљаштеће љубичасту на првом састанку са Харијем, баблгам-розе много пута, плаву коврџаву косу у јутарњим сатима на венчању Била и Флер, парадајз црвену косу дугачку до струка на прослави у част Роновог и Хермиониног именовања за асистенте), као и различите облике и величине носева (нос налик на свињски који подсећа на Дадлијев на вечери у улици Гримолд, на дан када је упознала Харија, кукаст нос налик на Снејпов исте вечери, нос као шампињон исте вечери).
По напуштању Хогвортса, Тонкс се придружила Министарству магије и три године се обучавала да постане Аурор под будним оком Лудооког Ћудљивка. Године 1995. она се придружила Реду феникса, на тајном задаку чувања Одељења за мистерије.
Током рада у Реду феникса, Тонкс се заљубила у Ремуса Лупина. Када је сазнао за њена осећања, и поред тога што су била обострана, Лупин је сматрао да је свака веза између њих двоје превише опасна, с обзиром на то да је он био вукодлак. Он је такође сматрао да је, као тринаест година старији, престар за њу, а поред тога и превише сиромашан с обзиром на потешкоће у задржавању посла због његовог стања. И поред тога што је Тонкс покушавала у више наврата да га разувери, он ју је непестано одбијао. Из љубави према Ремусу, њен патронус мења облик па, уместо зеца, како је било до 1995. године, узима изглед вука.
Тонкс и Ремус су се венчали, током скромне церемоније, у лето 1997. године. Убрзо након тога Тонкс је остала трудна, а Ремус је био ужаснут могућношћу да ће његово дете бити вукодлак. Они су се разишли непосредно након венчања Била и Флер, а помирили се негде пре Божића. Њихов син, Теди Ремус Лупин, рођен је одмах након ускрса 1998. године. Назван је по Тонксином оцу, који је убијен неколико недеља раније, и по свом оцу Ремусу.
Нажалост, породица није задуго остала заједно. Током битке на Хогвортсу убијени су и Тонск и Ремус.

### Флер Делакер
Флер Изабел Делакер (удата Визли) (енгл. Fleur Isabelle Delacour, Weasley) је лик из серијала о Харију Потеру. Флер је полу-вила пореклом из Француске и има млађу сестру Габријелу. Штапић јој је направљен од ружиног дрвета, а у себи има длаку са вилине главе, тј. њене баке. Уписала је школу Бобатон 1988. године. Током школске 1994/5. године она је била Бобатонов шампион на Трочаробњачком турниру.